# Gołąbkowo
Gołąbkowo (niem. Golmkau über Praust) – opustoszały nieoficjalny przysiółek wsi Lublewo Gdańskie w Polsce położona w województwie pomorskim, w powiecie gdańskim, w gminie Kolbudy.
Ewangeliccy mieszkańcy przynależeli do parafii w Lublewie, zaś katolicy do kościoła w Świętym Wojciechu.
Prywatna wieś szlachecka położona była w drugiej połowie XVI wieku w powiecie gdańskim województwa pomorskiego. W latach 1945–1975 miejscowość administracyjnie należała do tzw. dużego województwa gdańskiego, a w latach 1975-1998 do tzw. małego województwa gdańskiego.
Na zdjęciu satelitarnym ślad po zabudowaniach jednego gospodarstwa rolnego.